# Hum, hum från Humlegårn (musikalbum)
Hum, hum från Humlegårn är den svenske proggartisten Ragnar Borgedahls debutalbum, utgivet på LP 1974. 2003 fick Lars Winnerbäck en hit med låten "Hum, hum från Humlegårn", vilket ledde till att Borgedahls album gavs ut på nytt på CD av Bonnier Amigo. På denna utgåva inkluderades två bonuslåtar.

## Låtlista

### LP-versionen
Sida A
1. "Tidens kedjor" - 5:22
2. "Justa drag" - 4:35
3. "Svårare å gå" - 4:11
4. "Mannen på gatan" - 6:51

Sida B
1. "Flugan" - 5:09
2. "Hum, hum från Humlegårn" - 4:49
3. "Annorlunda nu" - 5:42
4. "Den blåsta generationen" - 3:02

### CD-versionen
1. "Tidens kedjor" - 5:22
2. "Justa drag" - 4:35
3. "Svårare å gå" - 4:11
4. "Mannen på gatan" - 6:51
5. "Flugan" - 5:09
6. "Hum, hum från Humlegårn" - 4:49
7. "Annorlunda nu" - 5:42
8. "Den blåsta generationen" - 3:02
9. "Korten på bordet" - 4:00
10. "Hum, hum från Humlegårn (demo) - 4:30

## Medverkande musiker
- Arne Arvidsson - gitarrsolo
- Dick Blomberg - piano
- Lars M. Esselius - trummor
- Lasse Ermalm - bas, tamburin
- Ragnar Borgedahl - akustisk gitarr, sång, munspel, mungiga
- Stefan Wermelin - akustisk gitarr, elgitarr, mandolin, fiol

## Mottagande
Hum, hum från Humlegårn finns med som en av titlarna i boken Tusen svenska klassiker. Författarna beskriver skivan som en "lättsam blandning av poesi, politik och tidstypisk flummighet. Lite kärlek, lite uppror och en avspänd attityd till livet och musiken."

### Fotnoter
1. ↑  ”Hum, hum från Humlegårn”. Swedishcharts.com. http://swedishcharts.com/showitem.asp?interpret=Lars+Winnerb%E4ck+%26+Hovet&titel=Hum+hum+fr%E5n+Humleg%E5rden&cat=s. Läst 15 juni 2012.
2. ↑  ”Ragnar Borgedahl”. Progg.se. Arkiverad från originalet den 23 augusti 2010. https://web.archive.org/web/20100823124204/http://www.progg.se/band.asp?ID=35. Läst 15 juni 2012.
3. ↑  Gradvall et al (2009), s. 413